# Schwertschlucken

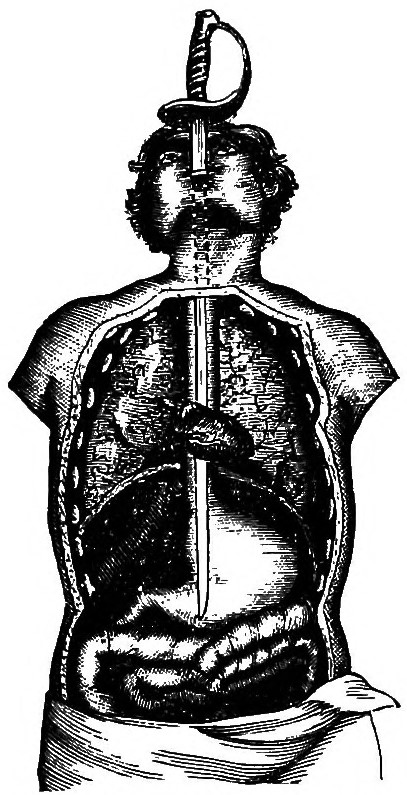
Position der Klinge beim Schwertschlucken

Schwertschlucken ist eine Performance-Kunst, bei der der Künstler ein Schwert durch seinen Mund in die Speiseröhre bzw. in den Magen einführt. Die Bezeichnung ist genaugenommen irreführend, da die Akrobaten ihren Brechreiz unterdrücken müssen und das Schwert nicht schlucken, während es in ihrer Kehle steckt. 
Schwertschlucken ist eine lebensgefährliche Aktivität, die bei einer missglückten Performance ernsthafte medizinische Komplikationen zur Folge haben kann.